# Новые Луки (Гомельская область)
Новые Луки (бел. Новыя Лукі) — деревня в Лукском сельсовете Жлобинского района Гомельской области Белоруссии.

## География

### Расположение
Менее 10 км на север от Жлобина, рядом с железнодорожной станцией Лукская (на линии Жлобин — Могилёв), 93 км от Гомеля.

## Транспортная сеть
Рядом автодорога Рогачёв — Жлобин. Планировка состоит из криволинейной улицы, близкой к меридиональной ориентации, к которой на севере и юге присоединяются короткие широтные улицы. На юге обособленный участок застройки — короткая, изогнутая, меридиональноя улица. Застройка преимущественно двусторонняя, деревянная и кирпичная, усадебного типа. В 1991 году построены кирпичные дома на 98 квартир, в которых разместились переселенцы из загрязнённых радиацией в результате катастрофы на Чернобыльской АЭС мест.

## История
Обнаруженный археологами курганный могильник (7 насыпей в 2 км на восток от деревни) свидетельствует о заселении этих мест с давних времён. Современная деревня основана в XIX веке переселенцами из деревни Луки. Неподалёку, в урочище Надежда, с 1878 года работало лесоразработочное предприятие.
В 1924 году в результате землеустройства сформировался посёлок. В 1935 году организован колхоз «Верный путь». Во время Великой Отечественной войны в 1944 году оккупанты полностью сожгли деревню и убили 36 жителей. 10 жителей погибли на фронтах. В 1966 году к деревне присоединена деревня Октябрьская (до 30 июля 1964 года Топило), посёлки Красная Звезда, Лисий Лог, Надежда. Центр совхоза «Лукский». Работают лесопилка, швейная мастерская, начальная школа, Дом культуры, библиотека, детский сад, фельдшерско-акушерский пункт, отделение связи, столовая, 2 магазина.

## Население

### Численность
- 2004 год — 253 хозяйства, 670 жителей.

### Динамика
- 1940 год — 20 дворов.
- 1959 год — 116 жителей (согласно переписи).
- 2004 год — 253 хозяйства, 670 жителей.